# Týn nad Vltavou
Týn nad Vltavou (in tedesco Moldautein o Moldauthein) è una città della Repubblica Ceca facente parte del distretto di České Budějovice, in Boemia Meridionale.

## Curiosità
Alla città è intitolato l'asteroide 14537 Týn nad Vltavou.